# Ровер, Станислас Жозеф Франсуа Ксавье
Станисла́c-Жозе́ф-Франсуа́-Ксавье́-Алекси́с Рове́р де Фонтви́ль (фр. Joseph Stanislas François Xavier Alexis Rovère de Fontvielle; 16 июля 1748 года, Бонньё — 11 сентября 1798 года, Гвиана) — французский политический оратор, бригадный генерал; в истории революции является типом корыстолюбивого, жадного интригана, от которого отказывались одинаково все партии. Фальшивый маркиз.

## Биография
Сын богатого трактирщика; получил прекрасное образование. С фальшивым титулом маркиза де Фонтвьеля, сеньора де Ла Рамид (de Fontvielle, seigneur de La Ramide) поступил в гвардейские мушкетёры и выгодно женился, но, ведя расточительный образ жизни, вскоре разорился и был вынужден продать свою должность.
В начале революции был противником всяких реформ и стремился быть избранным в Генеральные штаты депутатом от дворянства Прованса. Вскоре он изменил свой образ мыслей и в 1791 году действовал в Авиньоне вместе с Журданом (прозванным Coupetête, «рубящий головы»).
Будучи избран в Конвент, Ровер присоединился к монтаньярам, подал голос за казнь короля, вступил затем в Комитет общественной безопасности и с ожесточением преследовал жирондистов. Получив от правительства миссию утвердить власть террора на юге Франции, Ровер с одной стороны превзошёл предписанные ему меры строгости, а с другой — притеснял и республиканцев, за что был отозван.
9 термидора Ровер, вместе с Баррасом, находился во главе войск, выступивших против Робеспьера, и был затем одним из наиболее ярых вождей реакции: в Лионе и Провансе он возбуждал к убийству террористов. Состоял одно время президентом конвента. Принял участие в движении 13 вандемьера и был заключён в тюрьму, но тем не менее выбран в Совет старейшин.
После 18 фрюктидора был сослан в Гвиану, где и умер.